# Navalria
Navalria – Docas, Construções e Reparações Navais ist eine 1977 gegründete portugiesische Werft in Aveiro. Sie begann mit Reparatur- und Wartungsarbeiten für die Fischerei, seit 2008 ist sie auch im Neubau vor allem von Binnenpassagierschiffen tätig und war kurzzeitig die einzige Abwrackwerft in Portugal.

## Geschichte

### Gründung
Am 27. Dezember 1977 gründeten die Werft Estaleiros São Jacinto aus São Jacinto und die Estaleiros Mónica sowie weitere Kabeljaufischer aus Aveiro das Unternehmen Navalria – Docas, Construções e Reparações Navais, um das Gelände der Werft von Manuel Maria Bolais Mónica und insbesondere das Schwimmdock zu betreiben. Die Mónica-Werft war zuvor bereits im Bau und der Wartung von Fischereischiffen tätig, hatte jedoch seit der Gründung 1887 immer Holzschiffbau betrieben, dessen Markt immer kleiner wurde. Die Estaleiros São Jacinto wiederum suchte aufgrund erschöpfter Kapazitäten in São Jacinto weitere Produktionsmöglichkeiten. Mit der Betriebseinstellung der Mónica-Werften 1981 übernahm die Estaleiros São Jacinto deren Anteile an Navalria.

### Kabeljaufischerei als Hauptkunde (1978–2008)

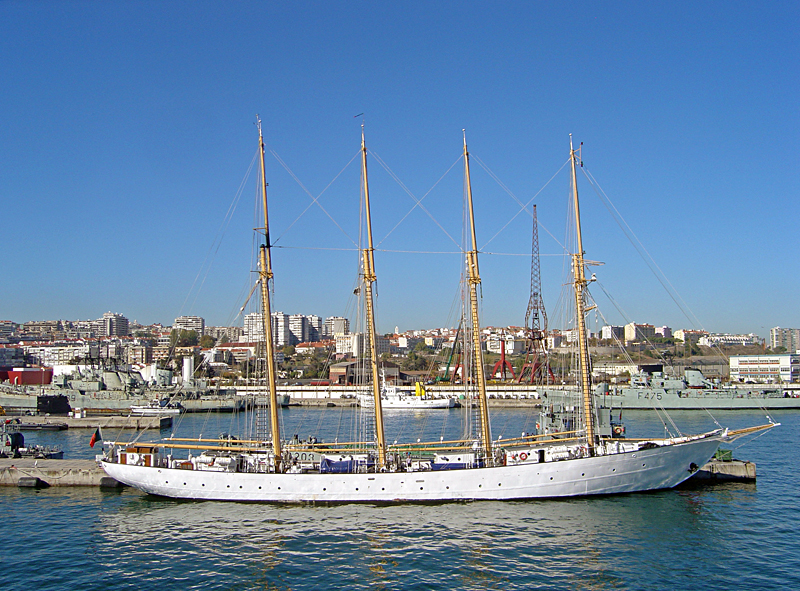
Früher Fischereischoner, heute Schulschiff der Marine Creoula

Den Betrieb nahm die Werft 1978 auf und begann mit Reparatur- und Wartungstätigkeiten für die Fischerei in der Region Aveiro – mit Schwerpunkt auf die Fahrzeuge der Kabeljaufischerei. Zeitgleich expandierte insbesondere die Kabeljaufischerei des Landes noch einmal, was zu vermehrten Wartungsaufträgen führte. Als 1992 Kanada infolge der Überfischung einen Fangstopp verhängte und seine Häfen für ausländische Fischereischiffe schloss, bedeutete dies auch das Ende der portugiesischen Fischerei auf der Neufundlandbank. In der Folge gerieten auch Teile der portugiesischen Werften in eine Krise. Navalria konzentrierte sich nun ausschließlich auf die Wartung und Reparatur der Schiffe.

### Verkauf und Neuausrichtung (seit 2008)

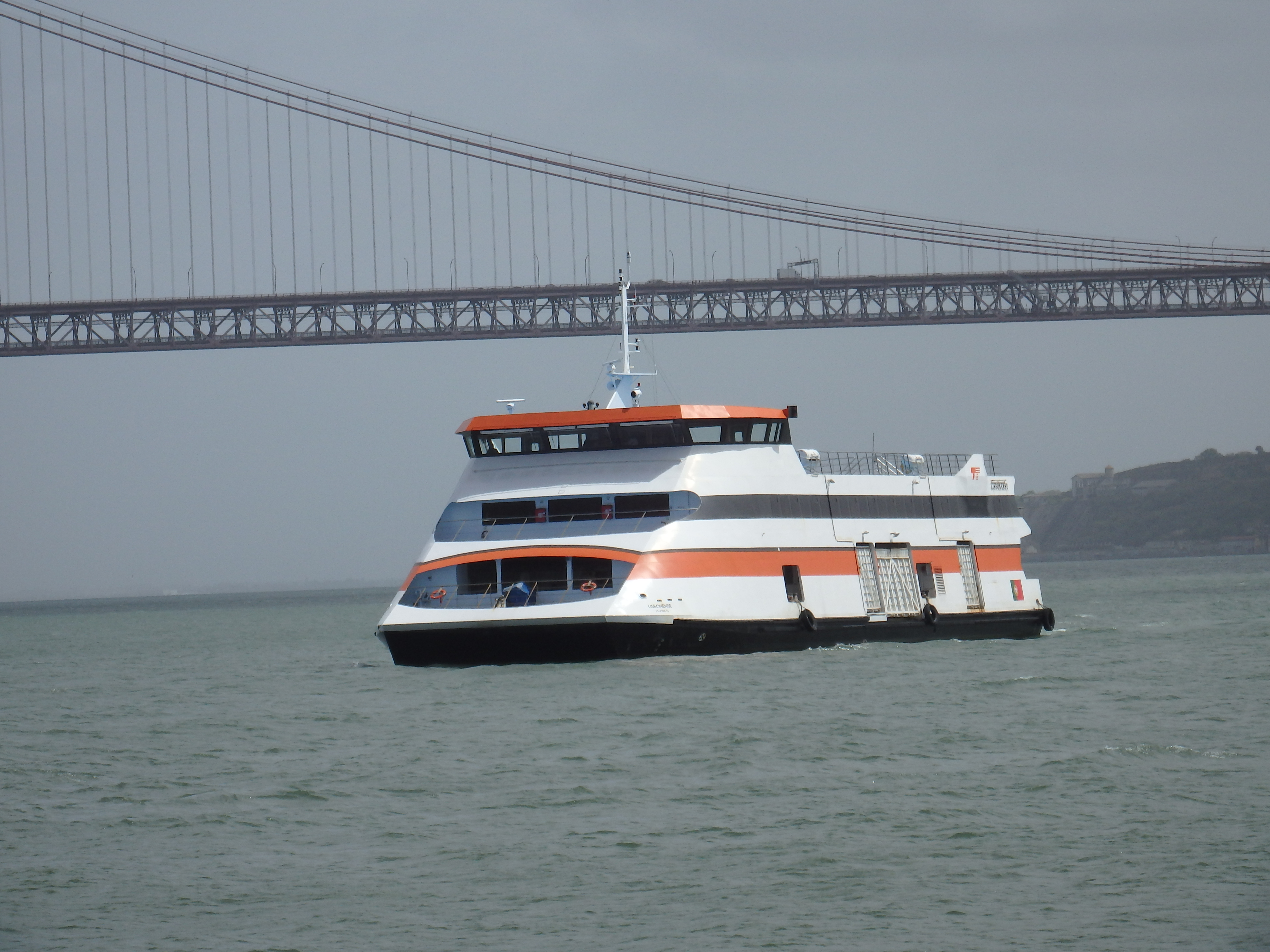
Erster Neubau der Werft: Fähre Lisbonense

Nach Insolvenz der Estaleiros São Jacinto kaufte das Stahlbauunternehmen Martifer Group 2008 die Navalria-Werft und begann mit der Modernisierung des Betriebes. Noch im gleichen Jahr gewann die Werft eine Ausschreibung über den Bau zwei neuer Fähren für Transtejo & Soflusa, die 2010 als Almadense und Lisbonense abgeliefert wurden und die ersten Neubauten darstellten. In den folgenden Jahren baute die Werft mehrere Flusskreuzfahrtschiffe für den heimischen Markt, deren erstes 2011 die Douro Spirit für die Reederei Douro Azul war. In den nächsten Jahren folgten für den Einsatz auf dem Douro weitere vier Flusskreuzfahrtschiffe sowie drei Tagesausflugsboote, die dem traditionellen Typ Rabelo entsprechen.

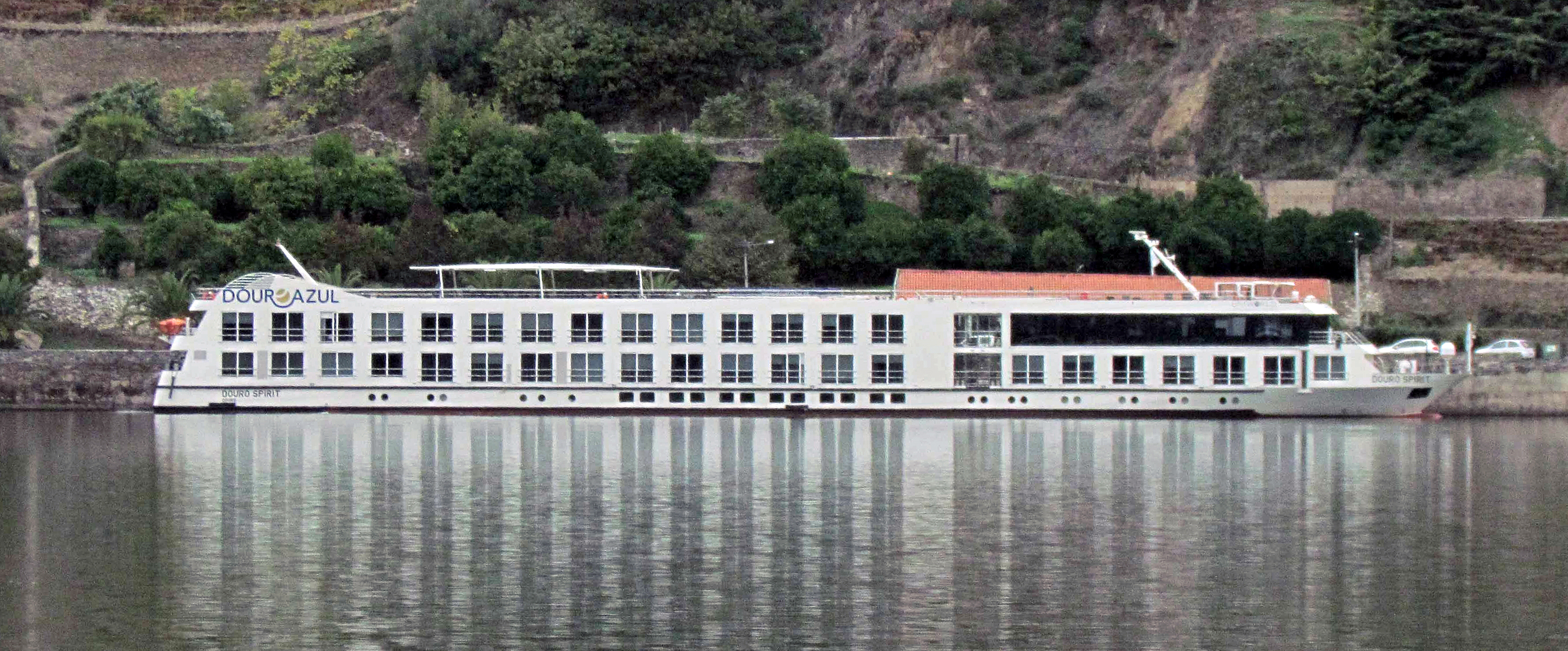
Neubau Flusskreuzfahrtschiff Douro Spirit

Für den Bereich Wartung und Reparatur zählen neben Fischereiunternehmen auch Kunden wie die portugiesische Marine (Segelschulschiff Creoula, Inspektionsboot Preia-Mar), Privatkunden (Yacht Delphine), Museen (Museumsschiff Santo André) oder kommerzielle Reedereien. Seitdem die Mutterfirma Martifer 2013 das Gelände der ehemaligen Werft Estaleiros Navais de Viana do Castelo gepachtet hat und den Betrieb als West Sea betreibt, sind aus Aveiro keine Neubauten mehr bekannt.

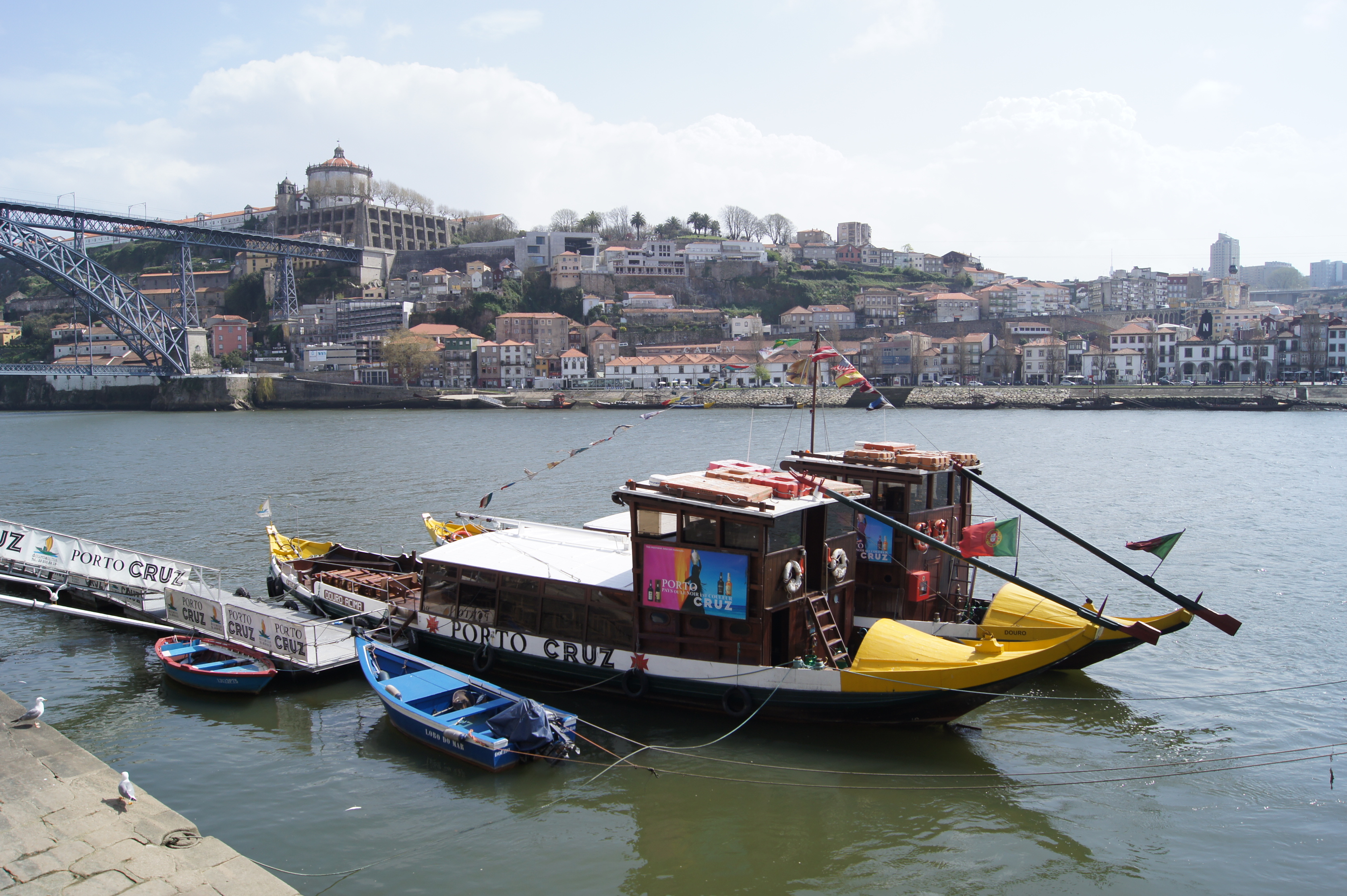
Ausflugsboote vom Typ Rabelo

Ende 2020 erhielt die Werft die Genehmigung, Schiffe gemäß der Vorgaben der Europäischen Kommission abzuwracken und zu recyceln. Damit war die Navalria die einzige Abwrackwerft in Portugal. Allerdings wurde die Genehmigung zum Jahresende 2021 nicht verlängert.

## Lage und Ausstattung

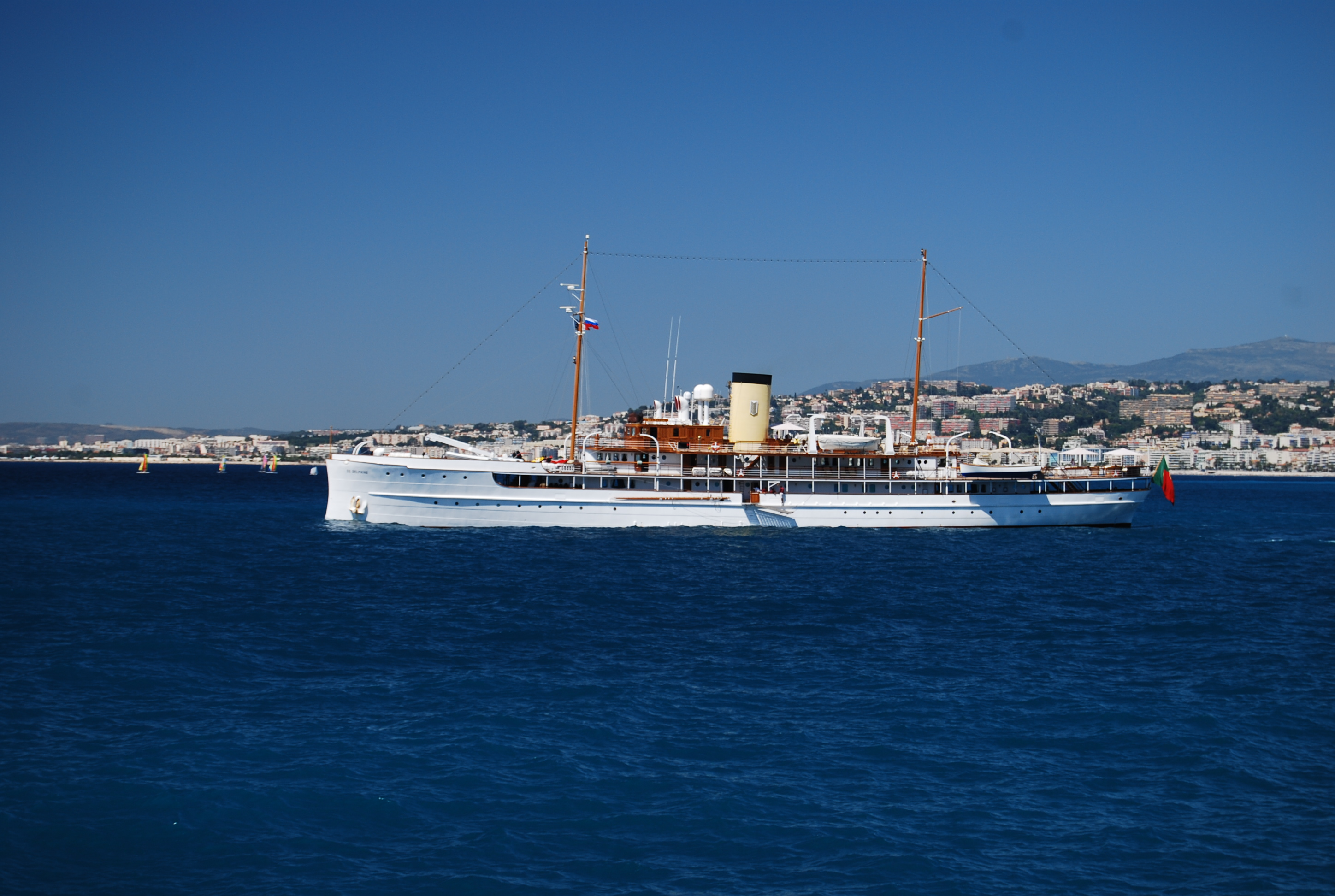
Wartungsauftrag auch für die Yacht Delphine

Die Gelände von Navalria befindet sich am Hafengebiet von Aveiro und umfasst eine Fläche von 125.000 Quadratmetern, davon sind 6420 Quadratmeter überdacht. Der Zugang zur Werft hat eine Wassertiefe von 7,0 Metern, die Werft kann Schiffe mit einer Länge von bis zu 100 Metern bzw. von bis zu 3500 Tonnen aufnehmen.
Das Trockendock hat eine Länge von 104 Metern, eine Breite von 18 Metern und kann Schiffe von bis zu 3500 Tonnen aufnehmen. Dort befindet sich auch ein Portalkran mit einer Tragfähigkeit von 80 Tonnen. Weitere Turmdrehkräne sind über die einzelnen Anlagen der Werft verteilt aufgestellt. Das Schwimmdock hat eine Länge von 60 Metern, eine Breite von 12 Metern und eine Tragfähigkeit von 800 Tonnen. Dazu kommt eine Slipanlage mit Platz für vier Schiffe. Ergänzt wird das Gelände durch Ausrüstungskais und unterschiedliche Werkstätten für Metall- und Holzverarbeitung sowie Lagergebäude. Die Werft beschäftigt rund 80 feste Mitarbeiter, dazu kommen weitere Leiharbeiter.

## Bauliste (Auswahl)
Eine Bauliste der Werft existiert bislang nicht in der Literatur – die aufgeführten Einträge enthalten nur die bekannten Schiffsneubauten.
| Name           | Jahr | Schiffstyp            | Länge, Passagiere                         | Auftraggeber        | Anmerkungen                                                                                         |
| -------------- | ---- | --------------------- | ----------------------------------------- | ------------------- | --------------------------------------------------------------------------------------------------- |
| Lisbonense     | 2009 | Fährschiff            | 47,50 Meter, 360 Passagiere, 29 Fahrzeuge | Transtejo & Soflusa | Erster Neubau der Werft seit Übernahme 2008, Katamaranfähre auf Tejo zwischen Lissabon und Südufer. |
| Almadense      | 2009 | Fährschiff            | 47,50 Meter, 360 Passagiere, 29 Fahrzeuge | Transtejo & Soflusa | Katamaranfähre, Schwesterschiff der Lisbonense, Einsatz auf Tejo zwischen Lissabon und Südufer.     |
| Douro Spirit   | 2011 | Flusskreuzfahrtschiff | 79,5 Meter, 128 Passagiere                | Douro Azul          | Erstes Flusskreuzfahrtschiff der Werft; Einsatz auf dem Douro,                                      |
| Proa Douro     | 2011 | Rabelo                | 19,00 Meter, 45 Passagiere                | Empresa Via Douro   | Ausflugsboot, das dem traditionellen Typ Rabelo nachempfunden ist; Fahrten auf dem Douro.           |
| Portuense      | 2011 | Rabelo                | 19,00 Meter, 45 Passagiere                | Empresa Via Douro   | Ausflugsboot, das dem traditionellen Typ Rabelo nachempfunden ist; Fahrten auf dem Douro.           |
| Queen Isabel   | 2012 | Flusskreuzfahrtschiff | 79,85 Meter, 118 Passagiere               | Douro Azul          | Einsatz auf dem Douro.                                                                              |
| Amavida        | 2012 | Flusskreuzfahrtschiff | 79,85 Meter, 118 Passagiere               | Douro Azul          | Schwesterschiff der Queen Isabel, Einsatz auf dem Douro.                                            |
| Viking Hemming | 2014 | Flusskreuzfahrtschiff | 79,85 Meter, 118 Passagiere               | Douro Azul          | Schwesterschiff der Viking Torgill, Einsatz auf dem Douro.                                          |
| Viking Torgill | 2014 | Flusskreuzfahrtschiff | 79,85 Meter, 118 Passagiere               | Douro Azul          | Schwesterschiff der Viking Hemming, Einsatz auf dem Douro.                                          |